# 도묘지역
도묘지역(일본어: 道明寺駅)은 일본 오사카부 후지이데라시에 위치한 긴키 닛폰 철도의 철도역이다. 긴테쓰 미나미오사카 선의 소속역이며, 이 역을 기.종점으로 하는 긴테쓰 도묘지 선등 2개의 노선이 운행 중이다. 역 번호의 경우 미나미오사카 선은 F 15, 도묘지 선은 N 15이며, 단선 · 섬식의 형태를 합친 2면 3선 구조의 복합 승강장을 갖춘 지상역이다.

## 타는 곳
| 1 | N 도묘지 선       | -    | 가시와라 방면                                            |
| 2 | F 미나미오사카 선 | 하행 | 후루이치 · 가와치나가노 · 가시하라진구마에 · 요시노 방면 |
| 3 | F 미나미오사카 선 | 상행 | 오사카아베노바시 방면                                    |

## 이용 현황
- 2005년 11월 8일 : 7,623명
- 2008년 11월 18일 : 7,458명
- 2010년 11월 9일 : 7,071명
- 2012년 11월 13일 : 6,847명
- 2015년 11월 10일 : 6,345명

## 역 주변
- 도묘지 천만궁
- 이시 강
- 시립 후지이데라 시민 병원
- 이시 강 하천 공원

## 인접 역
| 긴키 닛폰 철도 미나미오사카 선       | 긴키 닛폰 철도 미나미오사카 선 | 긴키 닛폰 철도 미나미오사카 선       |
| ------------------------------------ | ------------------------------ | ------------------------------------ |
| F14 하지노사토 오사카아베노바시 방면 | F 미나미오사카 선              | 후루이치 F16 가시하라진구마에 방면   |
| 긴키 닛폰 철도 도묘지 선             |                                |                                      |
| 시·종착역                            | N 도묘지 선                    | 가시와라미나미구치 N16 가시와라 방면 |